# Funktionenfolge

Eine Funktionenfolge, die im nicht-schraffierten Bereich gegen den natürlichen Logarithmus (rot) konvergiert. In diesem speziellen Fall handelt es sich um eine n-te Partialsumme einer Potenzreihe, und n gibt die Anzahl der Summanden an.

Eine Funktionenfolge ist eine Folge, deren einzelne Glieder Funktionen sind. Funktionenfolgen und ihre Konvergenzeigenschaften sind für alle Teilgebiete der Analysis von großer Bedeutung. Vor allem wird hierbei untersucht, in welchem Sinne die Folge konvergiert, ob die Grenzfunktion Eigenschaften der Folge erbt oder ob Grenzwertbildungen bei Funktionenfolgen vertauscht werden können. Zu den wichtigsten Beispielen zählen Reihen von Funktionen wie Potenzreihen, Fourier-Reihen oder Dirichletreihen. Hier spricht man auch von Funktionenreihen.

## Definition
Eine (reelle) Funktionenfolge ist eine Folge {\displaystyle f_{1},f_{2},f_{3},\ldots } von Funktionen {\displaystyle f_{i}\colon \mathbb {R} \to \mathbb {R} }. Allgemeiner können Definitions- und Zielmenge auch andere Mengen sein, beispielsweise Intervalle; sie müssen jedoch für alle Funktionen dieselben sein.
Abstrakt kann eine Funktionenfolge als Abbildung
{\displaystyle f\colon D\times \mathbb {N} \to Z,\quad (x,n)\mapsto f_{n}(x)}
für eine Definitionsmenge {\displaystyle D} und eine Zielmenge {\displaystyle Z} definiert werden. Falls als Indexmenge nicht die natürlichen Zahlen gewählt wurden, so spricht man von einer Familie von Funktionen.

## Beispiele

### Vertauschung Grenzwert und Integralzeichen
Für die Folge {\displaystyle (f_{n})_{n\in \mathbb {N} }\;}, {\displaystyle f_{n}\colon [0,2]\to \mathbb {R} } mit
{\displaystyle f_{n}(x)={\begin{cases}n^{2}x&0\leq x\leq 1/n\\2n-n^{2}x&1/n\leq x\leq 2/n\\0&x\geq 2/n\end{cases}}}
gilt für jedes fixe {\displaystyle x}
{\displaystyle \lim _{n\to \infty }f_{n}(x)=0},
sie konvergiert punktweise gegen die Nullfunktion. Jedoch gilt für alle {\displaystyle n\in \mathbb {N} }
{\displaystyle \int _{0}^{2}f_{n}(x)\,\mathrm {d} x=1,}
also
{\displaystyle \lim _{n\to \infty }\int _{0}^{2}f_{n}(x)\,\mathrm {d} x\neq \int _{0}^{2}\lim _{n\to \infty }f_{n}(x)\,\mathrm {d} x.}
Punktweise Konvergenz reicht also nicht aus, damit Grenzwert und Integralzeichen vertauscht werden dürfen; damit diese Vertauschung erlaubt ist, ist ein strengeres Konvergenzverhalten, typischerweise gleichmäßige Konvergenz, majorisierte Konvergenz oder monotone Konvergenz, hinreichend.

### Potenzreihen
In der Analysis treten Funktionenfolgen häufig als Summen von Funktionen, also als Reihe auf, insbesondere als Potenzreihe oder allgemeiner als Laurentreihe.

### Fourieranalyse und Approximationstheorie
In der Approximationstheorie wird untersucht, wie gut sich Funktionen als Grenzwert von Funktionenfolgen darstellen lassen, wobei insbesondere die quantitative Abschätzung des Fehlers von Interesse ist. Die Funktionenfolgen treten dabei üblicherweise als Funktionenreihen auf, also als Summe {\displaystyle \textstyle \sum _{n=1}^{N}f_{n}(x)}. Beispielsweise konvergieren Fourierreihen im {\displaystyle L^{2}}-Sinn gegen die darzustellende Funktion. Bessere Approximationen im Sinne der gleichmäßigen Konvergenz erhält man oft mit Reihen aus Tschebyschow-Polynomen.

### Stochastik
In der Stochastik ist eine Zufallsvariable {\displaystyle X} als messbare Funktion {\displaystyle X:\Omega \to \mathbb {R} } eines Maßraums {\displaystyle (\Omega ,\Sigma ,P)} mit einem Wahrscheinlichkeitsmaß {\displaystyle P(\Omega )=1} definiert. Folgen {\displaystyle X_{n}} von Zufallsvariablen sind daher spezielle Funktionenfolgen, ebenso sind Statistiken wie z. B. der Stichprobenmittelwert {\displaystyle \textstyle {\bar {X}}_{N}:={\frac {1}{N}}\sum _{n=1}^{N}X_{n}} Funktionenfolgen. Wichtige Konvergenzeigenschaften dieser Funktionenfolgen sind z. B. das starke Gesetze der großen Zahlen und das schwache Gesetz der großen Zahlen.

### Numerische Mathematik
In der numerischen Mathematik tauchen Funktionenfolgen beispielsweise bei der Lösung von partiellen Differentialgleichungen {\displaystyle \mathrm {D} f=0} auf, wobei {\displaystyle \mathrm {D} } ein (nicht notwendigerweise linearer) Differentialoperator und {\displaystyle f} die gesuchte Funktion ist. Bei der numerischen Lösung etwa mit der finiten Elementmethode erhält man Funktionen {\displaystyle f_{n}} als Lösung der diskretisierten Version der Gleichung {\displaystyle \mathrm {D} _{n}f=0}, wobei {\displaystyle n} die Feinheit der Diskretisierung bezeichnet. Bei der Analyse des numerischen Algorithmus werden nun die Eigenschaften der diskretisierten Lösungen {\displaystyle f_{n}}, die eine Funktionenfolge bilden, untersucht; insbesondere ist es sinnvoll, dass die Folge der diskretisierten Lösungen {\displaystyle f_{n}} bei Verfeinerung der Diskretisierung gegen die Lösung des Ausgangsproblems konvergiert.

## Eigenschaften

### Monotonie
Eine Funktionenfolge {\displaystyle (f_{i})_{i\in \mathbb {N} }} heißt monoton wachsend (monoton fallend) auf {\displaystyle D}, wenn {\displaystyle f_{i}(x)\leq f_{i+1}(x)} ({\displaystyle f_{i}(x)\geq f_{i+1}(x)})für alle {\displaystyle x\in D} ist. Sie heißt monoton, wenn sie entweder monoton fallend oder monoton wachsend ist.

### Punktweise Beschränktheit
Eine Funktionenfolge {\displaystyle (f_{i})_{i\in \mathbb {N} }} auf einer Menge {\displaystyle D}, deren Wertevorrat ein normierter Raum ist, heißt punktweise beschränkt, wenn für jeden Punkt {\displaystyle x\in D} die Menge {\displaystyle \{f_{i}(x)\mid i\in \mathbb {N} \}} beschränkt ist. Diese Menge ist also die Menge aller Werte, die an der Stelle {\displaystyle x} von einer Funktion der Folge angenommen wird.

### Gleichmäßige Beschränktheit
Eine Funktionenfolge {\displaystyle f_{i}\colon D\to \mathbb {R} ;i\in \mathbb {N} } ist auf einer Menge {\displaystyle A\subset D} gleichmäßig beschränkt, falls eine Konstante {\displaystyle c\in \mathbb {R} } existiert, so dass {\displaystyle \left|f_{i}(x)\right|\leq c} für alle {\displaystyle i\in \mathbb {N} } und alle {\displaystyle x\in A}.
Eine Funktionenfolge kann also höchstens dann gleichmäßig beschränkt sein, wenn jede einzelne Funktion der Folge beschränkt ist. Für jede einzelne Funktion {\displaystyle f_{i}} existiert daher die Supremumsnorm {\displaystyle \|f_{i}\|_{\infty }=\sup\{|f_{i}(x)|:x\in X\}}. Eine Funktionenfolge ist nun genau dann gleichmäßig beschränkt, wenn sie als Menge von Funktionen bezüglich der Supremumsnorm beschränkt ist.
Dies wird auf vektorwertige Funktionen verallgemeinert: Dabei ist {\displaystyle D} eine beliebige Menge, {\displaystyle Z} ein reeller oder komplexer normierter Raum mit der Norm {\displaystyle \|\cdot \|_{Z}\colon Z\to \mathbb {R} ^{+}}. Man bezeichnet die Menge der auf {\displaystyle D} definierten Funktionen, die bezüglich der Norm in {\displaystyle Z} beschränkt sind, als {\displaystyle B(D)} und führt auf {\displaystyle B(D)} mit {\displaystyle \|f\|_{\infty }:=\sup\{\|f(x)\|_{Z}:x\in D\}} eine Norm ein, die {\displaystyle B(D)} wiederum zu einem normierten Raum macht.
Dann ist eine Funktionenfolge mit auf {\displaystyle D} definierten Funktionen genau dann gleichmäßig beschränkt, wenn die Folge eine Teilmenge von {\displaystyle B(D)} ist und als Teilmenge von {\displaystyle (B(D),\|\cdot \|_{\infty })} beschränkt ist.
Eine gleichmäßig beschränkte Funktionenfolge ist notwendigerweise auch punktweise beschränkt.

### Lokal gleichmäßige Beschränktheit
Eine Funktionenfolge {\displaystyle f_{i}\colon D\to \mathbb {R} ;i\in \mathbb {N} } ist auf einer offenen Menge {\displaystyle A\subset D} lokal gleichmäßig beschränkt, falls zu jedem {\displaystyle x_{0}\in A} eine offene Umgebung {\displaystyle U(x_{0})} und eine Konstante {\displaystyle c\in \mathbb {R} } existiert, so dass {\displaystyle \left|f_{i}(x)\right|\leq c} gilt für alle {\displaystyle i\in \mathbb {N} } und alle {\displaystyle x\in U(x_{0})}.

## Konvergenzbegriffe
Der Grenzwert {\displaystyle f} einer Funktionenfolge wird Grenzfunktion genannt. Da die in den Anwendungen auftretenden Funktionsfolgen sehr unterschiedliches Verhalten bei wachsendem Index haben können, ist es notwendig, sehr viele verschiedene Konvergenzbegriffe für Funktionenfolgen einzuführen. Von einem abstrakteren Standpunkt handelt es sich meist um die Konvergenz bezüglich gewisser Normen oder allgemeiner Topologien auf den entsprechenden Funktionenräumen; vereinzelt treten aber auch andere Konvergenzbegriffe auf.
Die verschiedenen Konvergenzbegriffe unterscheiden sich vor allem durch die implizierten Eigenschaften der Grenzfunktion. Die wichtigsten sind:

### Klassische Konvergenzbegriffe

#### Punktweise Konvergenz
Existiert der punktweise Grenzwert
{\displaystyle f(x)=\lim _{n\to \infty }f_{n}(x)}
in jedem Punkt {\displaystyle x} des Definitionsbereiches, so wird die Funktionenfolge punktweise konvergent genannt. Beispielsweise gilt
{\displaystyle \lim _{n\to \infty }\cos ^{2n}x={\begin{cases}1&x=\pi k,\ k\in \mathbb {Z} \\0&\mathrm {sonst} ,\end{cases}}}
die Grenzfunktion ist also unstetig.

#### Gleichmäßige Konvergenz
Eine Funktionenfolge {\displaystyle (f_{n})_{n}} ist gleichmäßig konvergent gegen eine Funktion {\displaystyle f}, wenn die maximalen Unterschiede zwischen {\displaystyle f_{n}} und {\displaystyle f} gegen null konvergieren. Dieser Konvergenzbegriff ist Konvergenz im Sinne der Supremumsnorm.
Gleichmäßige Konvergenz impliziert einige Eigenschaften der Grenzfunktion, wenn die Folgenglieder sie besitzen:
- Der gleichmäßige Limes stetiger Funktionen ist stetig.
- Der gleichmäßige Limes einer Folge (Riemann- bzw. Lebesgue-) integrierbarer Funktionen auf einem kompakten Intervall ist (Riemann- bzw. Lebesgue-)integrierbar, und das Integral der Grenzfunktion ist der Limes der Integrale der Folgenglieder: Ist {\displaystyle (f_{n})_{n}} gleichmäßig konvergent gegen {\displaystyle f}, so gilt

{\displaystyle \lim _{n\to \infty }\int _{a}^{b}f_{n}=\int _{a}^{b}f.}
- Konvergiert eine Folge {\displaystyle (f_{n})_{n}} differenzierbarer Funktionen punktweise gegen eine Funktion {\displaystyle f} und ist die Folge der Ableitungen gleichmäßig konvergent, so ist {\displaystyle f} differenzierbar und es gilt

{\displaystyle \lim _{n\to \infty }f_{n}'=f'.}

#### Lokal gleichmäßige Konvergenz
Viele Reihen in der Funktionentheorie, insbesondere Potenzreihen, sind nicht gleichmäßig konvergent, weil die Konvergenz für zunehmende Argumente immer schlechter wird. Verlangt man die gleichmäßige Konvergenz nur lokal, das heißt in einer Umgebung eines jeden Punktes, so kommt man zum Begriff der lokal gleichmäßigen Konvergenz, der für viele Anwendungen in der Analysis ausreicht. Wie bei der gleichmäßigen Konvergenz überträgt sich auch bei lokal gleichmäßiger Konvergenz die Stetigkeit der Folgenglieder auf die Grenzfunktion.

#### Kompakte Konvergenz
Ein ähnlich guter Konvergenzbegriff ist der der kompakten Konvergenz, der gleichmäßige Konvergenz lediglich auf kompakten Teilmengen fordert. Aus der lokal gleichmäßigen Konvergenz folgt die kompakte Konvergenz; für lokalkompakte Räume, die häufig in Anwendungen auftreten, gilt die Umkehrung.

#### Normale Konvergenz
In der Mathematik dient der Begriff der normalen Konvergenz der Charakterisierung von unendlichen Reihen von Funktionen. Eingeführt wurde der Begriff von dem französischen Mathematiker René Louis Baire.

#### Weiteres
Die Frage, welche Konvergenzeigenschaften man wirklich benötigt, um auf Stetigkeitseigenschaften der Grenzfunktion schließen zu können, führte zu den heute nur als historisch geltenden Begriffen der einfach-gleichmäßigen Konvergenz und quasi-gleichmäßigen Konvergenz.

### Maßtheoretische Konvergenzbegriffe
Bei den maßtheoretischen Konvergenzbegriffen ist die Grenzfunktion üblicherweise nicht eindeutig, sondern nur fast überall eindeutig definiert. Alternativ lässt sich diese Konvergenz auch als Konvergenz von Äquivalenzklassen von Funktionen, die fast überall übereinstimmen, auffassen. Als eine solche Äquivalenzklasse ist dann der Grenzwert eindeutig bestimmt.

#### Punktweise Konvergenz fast überall
Sind ein Maßraum {\displaystyle (\Omega ,\Sigma ,\mu )} und eine Folge darauf messbarer Funktionen {\displaystyle f_{n}} mit Definitionsmenge {\displaystyle \Omega } gegeben, so wird die Funktionenfolge punktweise konvergent fast überall bezüglich {\displaystyle \mu } genannt, wenn der punktweise Grenzwert
{\displaystyle f(x)=\lim _{n\to \infty }f_{n}(x)}
fast überall bezüglich {\displaystyle \mu } existiert, wenn also eine Menge {\displaystyle Z\in \Sigma } vom Maß Null ({\displaystyle \mu (Z)=0}) existiert, sodass {\displaystyle f_{n}} eingeschränkt auf das Komplement {\displaystyle \Omega \backslash Z} punktweise konvergiert.
Die Konvergenz fast überall bezüglich eines Wahrscheinlichkeitsmaßes wird in der Stochastik fast sichere Konvergenz genannt.
Beispielsweise gilt
{\displaystyle \lim _{n\to \infty }\cos ^{2n}x=0} punktweise fast überall bezüglich des Lebesgue-Maßes.
Ein anderes Beispiel ist die Funktionenfolge {\displaystyle f_{n}:[0,1]\to [0,1]}, wobei für {\displaystyle n=2^{r}+s\;}, {\displaystyle 0\leq s\leq 2^{r}-1}
{\displaystyle f_{2^{r}+s}(x):={\begin{cases}1&{\frac {s}{2^{r}}}\leq x\leq {\frac {s+1}{2^{r}}}\\0&\mathrm {sonst.} \end{cases}}}
Diese Folge konvergiert für kein {\displaystyle x\in [0,1]}, da sie für jedes fixe {\displaystyle x} die Werte 0 und 1 unendlich oft annimmt. Für jede Teilfolge {\displaystyle f_{n_{k}},k\in \mathbb {N} } lässt sich aber eine Teilteilfolge {\displaystyle f_{n_{k_{l}}},l\in \mathbb {N} } angegeben, sodass
{\displaystyle \lim _{l\to \infty }f_{n_{k_{l}}}(x)=0} punktweise fast überall bezüglich des Lebesgue-Maßes.
Gäbe es eine Topologie der punktweisen Konvergenz fast überall, so würde daraus, dass jede Teilfolge von {\displaystyle f_{n}} eine Teilteilfolge enthält, die gegen 0 konvergiert, folgen, dass {\displaystyle f_{n}} gegen 0 konvergieren muss. Da aber {\displaystyle f_{n}} nicht konvergiert, kann es folglich keine Topologie der Konvergenz fast überall geben. Die punktweise Konvergenz fast überall ist damit ein Beispiel eines Konvergenzbegriffes, der zwar den Fréchet-Axiomen genügt, aber nicht durch eine Topologie erzeugt werden kann.

#### Konvergenz dem Maße nach
In einem Maßraum {\displaystyle (\Omega ,\Sigma ,\mu )} wird eine Folge darauf messbarer Funktionen {\displaystyle f_{n}} konvergent dem Maße nach gegen eine Funktion {\displaystyle f} genannt, wenn für jedes {\displaystyle \varepsilon >0}
{\displaystyle \lim _{n\to \infty }\mu \left(\{x:\;|f_{n}(x)-f(x)|\geq \varepsilon \}\right)=0}
gilt.
In einem endlichen Maßraum, also wenn {\displaystyle \mu (\Omega )<\infty } gilt, ist die Konvergenz dem Maße nach schwächer als die Konvergenz fast überall: Konvergiert eine Folge messbarer Funktionen {\displaystyle f_{n}} fast überall gegen Funktion {\displaystyle f}, so konvergiert sie auch dem Maße nach gegen  {\displaystyle f}.
In der Stochastik wird die Konvergenz dem Maße nach als Stochastische Konvergenz oder als Konvergenz in Wahrscheinlichkeit bezeichnet.
Eine Abschwächung der Konvergenz dem Maße nach ist die Konvergenz lokal nach Maß. Auf endlichen Maßräumen stimmen beide Begriffe überein.

#### Lp-Konvergenz und Konvergenz in Sobolew-Räumen
Eine Funktionenfolge {\displaystyle f_{n}} heißt {\displaystyle L^{p}} konvergent gegen {\displaystyle f} oder konvergent im p-ten Mittel, wenn sie im Sinne des entsprechenden Lp-Raums {\displaystyle {\mathcal {L}}^{p}(\Omega ,{\mathcal {A}},\mu ;E)} konvergiert, wenn also
{\displaystyle \lim _{n\to \infty }\|f_{n}-f\|_{p}=\lim _{n\to \infty }\left(\int _{\Omega }\|f_{n}(x)-f(x)\|^{p}\,\mathrm {d} \mu (x)\right)^{1/p}=0.}
Ist {\displaystyle \mu } ein endliches Maß, gilt also {\displaystyle \mu (\Omega )<\infty }, so folgt für {\displaystyle q\geq p\geq 0} aus der Ungleichung der verallgemeinerten Mittelwerte, dass eine Konstante {\displaystyle k\in \mathbb {R} ^{+}} existiert, sodass {\displaystyle \|f\|_{p}\leq k\|f\|_{q}}; insbesondere folgt dann also aus der {\displaystyle L^{q}}-Konvergenz von {\displaystyle f_{n}} gegen {\displaystyle f} auch die {\displaystyle L^{p}}-Konvergenz von {\displaystyle f_{n}} gegen {\displaystyle f}.
Aus der {\displaystyle L^{p}}-Konvergenz folgt die Konvergenz dem Maße nach, wie man aus der Tschebyschow-Ungleichung in der Form
{\displaystyle \mu \{x:|f_{n}(x)-f(x)|\geq \varepsilon \}\leq {\frac {1}{\varepsilon ^{p}}}\int _{\Omega }|f_{n}(x)-f(x)|^{p}{\rm {d}}\mu (x)}
sieht.
Eine Verallgemeinerung der Lp-Konvergenz ist die Konvergenz in Sobolew-Räumen, die nicht nur die Konvergenz der Funktionswerte, sondern auch die Konvergenz gewisser Ableitungen berücksichtigt. Der Sobolewschen Einbettungssatz beschreibt die Abhängigkeiten der Konvergenzbegriffe in den unterschiedlichen Sobolew-Räumen.

#### Fast gleichmäßige Konvergenz
In einem Maßraum {\displaystyle (\Omega ,\Sigma ,\mu )} wird eine Folge darauf messbarer reell- oder komplexwertiger Funktionen {\displaystyle f_{n}} fast gleichmäßig konvergent gegen eine Funktion {\displaystyle f} genannt, wenn für jedes {\displaystyle \varepsilon >0} eine Menge {\displaystyle A\in \Sigma } existiert, sodass {\displaystyle \mu (A)<\varepsilon } und {\displaystyle f_{n}} auf dem Komplement {\displaystyle \Omega \backslash A} gleichmäßig gegen {\displaystyle f} konvergiert.
Aus der fast gleichmäßigen Konvergenz folgt die punktweise Konvergenz fast überall; aus dem Satz von Jegorow folgt, dass in einem endlichen Maßraum auch umgekehrt aus der punktweisen Konvergenz fast überall die fast gleichmäßige Konvergenz folgt. In einem endlichen Maßraum, also insbesondere für reellwertige Zufallsvariablen, sind Konvergenz fast überall und fast gleichmäßige Konvergenz von reellwertigen Funktionenfolgen äquivalent.
Aus der fast gleichmäßigen Konvergenz folgt außerdem die Konvergenz dem Maße nach. Umgekehrt gilt, dass eine dem Maße nach konvergente Folge eine Teilfolge enthält, die fast gleichmäßig (und damit auch fast überall) gegen die gleiche Grenzfolge konvergiert.

#### Fast überall gleichmäßige Konvergenz
In einem Maßraum {\displaystyle (\Omega ,\Sigma ,\mu )} wird eine Folge darauf messbarer reell- oder komplexwertiger Funktionen {\displaystyle f_{n}} fast überall gleichmäßig konvergent gegen eine Funktion {\displaystyle f} genannt, wenn es eine Nullmenge {\displaystyle Z\in \Sigma } gibt, sodass  {\displaystyle f_{n}} auf dem Komplement {\displaystyle \Omega \backslash Z} gleichmäßig gegen {\displaystyle f} konvergiert. Für Folgen beschränkter Funktionen ist das im Wesentlichen die Konvergenz im Raum {\displaystyle L^{\infty }(\Omega ,\Sigma ,\mu )}. Fast überall gleichmäßige Konvergenz kann wegen der sehr ähnlichen Bezeichnung leicht mit fast gleichmäßiger Konvergenz verwechselt werden, wie Paul Halmos in seinem Lehrbuch zur Maßtheorie kritisiert.

#### Schwache Konvergenz
Die schwache Konvergenz für Funktionenfolgen ist ein Spezialfall der schwachen Konvergenz im Sinne der Funktionalanalysis, die allgemein für normierte Räume definiert wird. Zu beachten ist, dass es in der Funktionalanalysis, der Maßtheorie und der Stochastik mehrere verschiedene Konzepte von schwacher Konvergenz gibt, die nicht miteinander verwechselt werden sollten.
Für {\displaystyle p\in [1,\infty )} heißt eine Funktionenfolge {\displaystyle (f_{n})_{n\in \mathbb {N} }} aus {\displaystyle {\mathcal {L}}^{p}} schwach konvergent gegen {\displaystyle f}, wenn für alle {\displaystyle g\in {\mathcal {L}}^{q}} gilt, dass
{\displaystyle \lim _{n\to \infty }\int _{X}f_{n}g\mathrm {d} \mu =\int _{X}fg\mathrm {d} \mu }
ist. Dabei ist {\displaystyle q} durch {\displaystyle {\frac {1}{p}}+{\frac {1}{q}}=1} definiert.

#### Übersicht über die maßtheoretischen Konvergenzarten

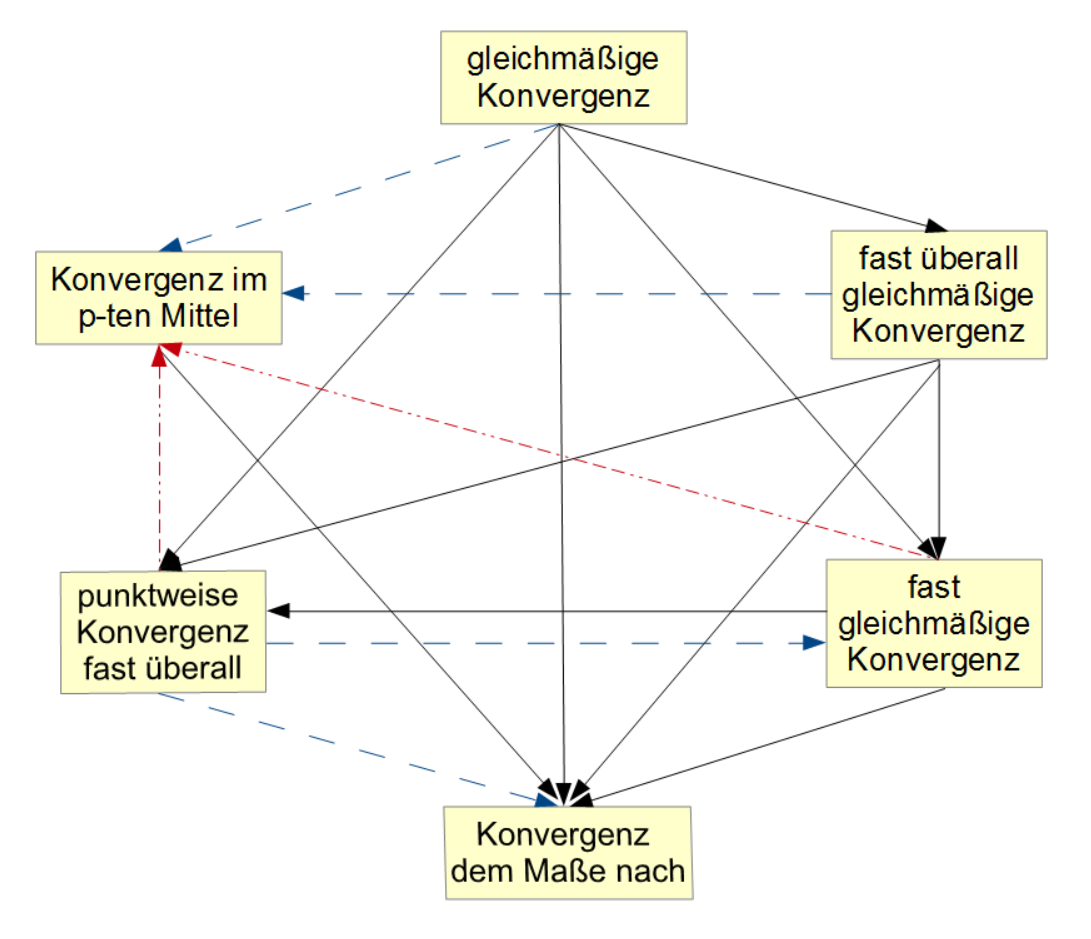
Die maßtheoretischen Konvergenzarten im Überblick

Die nebenstehende Übersicht entstammt dem Lehrbuch Einführung in die Maßtheorie von Ernst Henze, der dafür seinerseits auf ältere Vorgänger verweist. Sie verdeutlicht die logischen Beziehungen zwischen den Konvergenzarten für eine Folge messbarer Funktionen auf einem Maßraum {\displaystyle (\Omega ,\Sigma ,\mu )}. Ein schwarzer, durchgehender Pfeil bedeutet, dass die Konvergenzart an der Pfeilspitze aus der Konvergenzart am Pfeilursprung folgt. Für die blauen gestrichelten Pfeile gilt dies nur, wenn  {\displaystyle \mu (\Omega )<\infty } vorausgesetzt ist. Für die roten Strichpunktpfeile gilt die Implikation, wenn die Folge durch eine {\displaystyle \mu }-integrierbare Funktion beschränkt ist.

## Hierarchische Ordnung Konvergenzbegriffe in Räumen mit endlichem Maß
In Maßräumen {\displaystyle (\Omega ,\Sigma ,\mu )} mit endlichem Maß, wenn also {\displaystyle \mu (\Omega )<\infty } gilt, ist es großteils möglich, die unterschiedlichen Konvergenzbegriffe nach ihrer Stärke zu ordnen. Dies gilt insbesondere in Wahrscheinlichkeitsräumen, da dort ja {\displaystyle \mu (\Omega )=1} gilt.
Aus der gleichmäßigen Konvergenz folgt die Konvergenz dem Maße nach auf zwei unterschiedlichen Wegen, der eine führt über die punktweise Konvergenz:
- {\displaystyle f_{n}\to f} gleichmäßig {\displaystyle \Rightarrow f_{n}\to f} lokal gleichmäßig (d. h. gleichmäßig auf einer Umgebung eines jeden Punktes).
- {\displaystyle f_{n}\to f} lokal gleichmäßig {\displaystyle \Rightarrow f_{n}\to f} kompakt (d. h. gleichmäßig auf jeder kompakten Teilmenge).
- {\displaystyle f_{n}\to f} kompakt {\displaystyle \Rightarrow f_{n}\to f} punktweise (jeder einzelne Punkt ist ja eine kompakte Teilmenge).
- {\displaystyle f_{n}\to f} punktweise {\displaystyle \Rightarrow f_{n}\to f} punktweise fast überall (bzw. fast sicher).
- {\displaystyle f_{n}\to f} punktweise fast überall {\displaystyle \Leftrightarrow f_{n}\to f} fast gleichmäßig.
- {\displaystyle f_{n}\to f} fast gleichmäßig {\displaystyle \Rightarrow f_{n}\to f} dem Maße nach (bzw. stochastisch oder in Wahrscheinlichkeit).

Der andere Weg von der gleichmäßigen Konvergenz zur Konvergenz dem Maße nach führt über die {\displaystyle L^{p}}-Konvergenz:
- {\displaystyle f_{n}\to f} gleichmäßig {\displaystyle \Rightarrow f_{n}\to f} in {\displaystyle L^{\infty }}.
- {\displaystyle f_{n}\to f} in {\displaystyle L^{\infty }} {\displaystyle \Rightarrow f_{n}\to f} in {\displaystyle L^{p}} für alle reellen {\displaystyle 0<p<\infty }.
- {\displaystyle f_{n}\to f} in {\displaystyle L^{p}} {\displaystyle \Rightarrow f_{n}\to f} in {\displaystyle L^{q}} für alle reellen {\displaystyle 0<q<p}.
- {\displaystyle f_{n}\to f} in {\displaystyle L^{p}} für {\displaystyle 0<p\leq \infty \quad \Rightarrow f_{n}\to f} dem Maße nach (bzw. stochastisch oder in Wahrscheinlichkeit).

Von der Konvergenz dem Maße nach gelangt man zur schwachen Konvergenz:
- {\displaystyle f_{n}\to f} dem Maße nach {\displaystyle \Rightarrow f_{n}\to f} schwach (bzw. in Verteilung).

## Wichtige Theoreme über Funktionenfolgen
- Satz von Arzelà-Ascoli
- Satz von Dini
- Satz von Jegorow